# 컨시퀀스
컨시퀀스(영어: Consequence)는 시카고를 기점으로 두고 있는 온라인 잡지로, 뉴스, 편집 및 음악, 영화, 텔레비전에 관한 리뷰를 쓴다. 이전에는 컨시퀀스 오브 사운드(Consequence of Sound)라는 이름을 사용하였으며, 보통 줄여서 CoS라고 쓴다. 웹사이트의 이름은 레지나 스펙터의 음반 《Songs》에 수록된 노래 제목 〈Consequence of Sounds〉에서 가져왔다. 2018년에는 컨시퀀스 팟캐스트 네트워크를 런칭하였다.

## 역사
컨시퀀스 오브 사운드는 2007년 9월 당시 뉴욕의 포덤 대학교에 재학 중이던 알렉스 영이 세웠다. 2016년에 컨시퀀스 오브 사운드는 컨시퀀스 미디어라는 디지털 미디어, 광고, 마케팅을 하는 상부에 소속되어 새롭게 단장하였다. 2019년, 컨시퀀스 오브 사운드는 소니 뮤직과 함께 "The Opus"라는 음악 다큐멘터리 팟캐스트 시리즈를 만들었다. 또한 같은 해 스텁허브와 함께 라이브 콘텐츠 허브와 이벤트를 함께 하였다. 2021년, 컨시퀀스 오브 사운드는 웹사이트를 재단장하고 컨시퀀스라는 이름으로 사명을 변경하였다.